# Per Lind
Per Erik Lind, född 8 januari 1916 i Stockholm, död 30 november 2012 i Oscars församling, Stockholm, var en svensk diplomat och jurist.

## Biografi
Lind var son till justitierådet Erik Lind och Elisabeth Günther. Han tog studentexamen 1934, juristexamen i Uppsala 1939 innan han blev attaché vid Utrikesdepartementet (UD) samma år. Han tjänstgjorde i Helsingfors 1939, vid UD 1941 och i Berlin 1942. Lind var andre sekreterare vid UD 1946 (tillförordnad 1944), andre legationssekreterare i Washington, D.C. 1947, förste legationssekreterare där 1948 och förste sekreterare vid UD 1951. Lind var därefter verksam som tjänsteman vid FN-sekretariatet 1953–1955 innan han blev byråchef vid UD 1956 och var biträdande chef politiska avdelningen där 1959–1963. Han fick utrikesråds ställning 1962 och var ambassadör med tjänstgöring i UD:s förhandlingsgrupp 1964–1965. Han blev därefter sändebud i Ottawa 1965–1969, var chef UD:s administrativa avdelning 1969–1975 och var sändebud i Canberra 1975–1979 samt i London 1979–1982.
Han gifte sig 1942 med Eva Sandström (född 1920), dotter till justitierådet Emil Sandström och Anna Åkerman. Han var far till Johan (född 1943), Agneta (född 1944), Birgitta (född 1949) och Tomas (född 1959). Lind avled 2012. En minnestext, skriven av bland andra Lars Arnö, Frank Belfrage och Lennart Watz, publicerades i Dagens Nyheter den 24 januari 2013. Lind är gravsatt i minneslunden på Djursholms begravningsplats.

## Utmärkelser
Linds utmärkelser:
- Kommendör av första klass av Nordstjärneorden, 6 juni 1973.[4]

- Riddare av Nordstjärneorden (RNO)
- Kommendör av Österrikiska Förtjänstorden (KÖFO)
- Storofficer av Iranska Kronorden (StOffIranKrO)
- Kommendör av Isländska falkorden med stjärna (KIFOmstj)
- Kommendör av Nederländska Oranien-Nassauorden (KNedONO)
- Riddare av Norska Sankt Olavsorden (RNS:tOO)
- Riddare av Finlands Vita Ros’ orden (RFinlVRO)
- Officer av Ungerska republikens Förtjänstorden (OffUngRFO)